# ARY Digital
ARY Digital ist ein populärer pakistanischer Fernsehsender, der in ganz Europa über den Satelliten Hotbird und neulich auch auf Eurobird 28,5° Ost gebührenfristig zu empfangen ist. Zudem betreibt der Sender einen YouTube-Kanal. Der Sender wurde im Jahr 2000 eingeführt und läuft seitdem 24 Stunden ununterbrochen. In dieser Zeit zeigt ARY Digital unter anderem Serien, lokal bekannt als Drama, Filme, Talkshows, religiöse Programme, und Nachrichten. Die Programme werden ausschließlich in Urdu gesendet.
Die Serien werden teilweise außerhalb Pakistans gedreht; meistens in Dubai.

## Weitere Sender der ARY Group
- ARY News – Nachrichten, Talkshows
- ARY QTV (Quran TV) – Religiöser Sender
- ARY Musik – 24 Stunden Musik
- ARY Zindagi – Unterhaltung, Dramas, Serien